# Estados Unidos en los Juegos Paralímpicos de Tokio 1964
Estados Unidos estuvo representado en los Juegos Paralímpicos de Tokio 1964 por un total de 65 deportistas, 45 hombres y 20 mujeres.

## Medallistas
El equipo paralímpico estadounidense obtuvo las siguientes medallas:
| Nombre | Deporte                       | Evento                                                             |
| --- | ----------------------------- | ------------------------------------------------------------------ |
| Oro |                               |                                                                    |
| Rosalie Hixson | Atletismo                     | Disco C femenino                                                   |
| Rosalie Hixson | Atletismo                     | Jabalina C femenino                                                |
| Rosalie Hixson | Atletismo                     | Maza C femenino                                                    |
| Rosalie Hixson | Atletismo                     | Peso C femenino                                                    |
| Barressi | Atletismo                     | Disco A femenino                                                   |
| C. Welgar | Atletismo                     | Maza D femenino                                                    |
| Ron Stein | Atletismo                     | Carrera de velocidad baja en silla de ruedas T10 masculino         |
| Ron Stein | Atletismo                     | Disco D masculino                                                  |
| Ron Stein | Atletismo                     | Jabalina D masculino                                               |
| Ron Stein | Atletismo                     | Maza D masculino                                                   |
| Ron Stein | Atletismo                     | Peso D masculino                                                   |
| Ron Stein | Atletismo                     | Pentatlón clase especial masculino                                 |
| R. Miller | Atletismo                     | Eslalon clase abierta masculino                                    |
| H. Smith | Atletismo                     | Maza C masculino                                                   |
| Dick Maduro | Atletismo                     | Pentatlón 1 masculino                                              |
| William Fairbanks | Atletismo                     | Pentatlón 2 masculino                                              |
| Equipo | Atletismo                     | Relevos carrera de velocidad alta en silla de ruedas T10 masculino |
| Equipo | Atletismo                     | Relevos carrera de velocidad baja en silla de ruedas T10 masculino |
| George Conn Bill Johnson Dick Maduro Frank Vecera Alonzo Wilkins Selig Boshnak Bill Simmons Charles Smith Dick Thomas Lennie Tubb Fritz Krauth | Baloncesto en silla de ruedas | Torneo clase A masculino                                           |
| Bill Fairbanks Tim Harris Bruce Karr Marvin Lapicola Edward Owen Phil Ramsey Ron Stein Saul Welger Charles Smith                               | Baloncesto en silla de ruedas | Torneo clase B masculino                                           |
| E. Mulay | Natación                      | 25 m libre prono completo clase 1 femenino                         |
| E. Mulay | Natación                      | 25 m libre supino completo clase 1 femenino                        |
| J. Little | Natación                      | 25 m libre prono incompleto clase 1 femenino                       |
| J. Little | Natación                      | 25 m libre supino incompleto clase 1 femenino                      |
| S. Simmons | Natación                      | 25 m braza incompleta clase 2 femenino                             |
| S. Simmons | Natación                      | 25 m libre prono incompleto clase 2 femenino                       |
| H. Chafee | Natación                      | 50 m braza incompleta clase 4 femenino                             |
| J. Slade | Natación                      | 50 m libre prono completo clase 3 femenino                         |
| Rosalie Hixson | Natación                      | 50 m libre prono incompleto clase 4 femenino                       |
| R. Rosenbaum | Natación                      | 25 m braza incompleta clase 1 masculino                            |
| R. Rosenbaum | Natación                      | 25 m libre prono incompleto clase 1 masculino                      |
| R. Rosenbaum | Natación                      | 25 m libre supino incompleto clase 1 masculino                     |
| Edward Owen | Natación                      | 50 m braza incompleta clase 4 masculino                            |
| Edward Owen | Natación                      | 50 m braza incompleta clase 4 masculino                            |
| Edward Owen | Natación                      | 50 m libre supino incompleto clase 4 masculino                     |
| Phil Ramsey | Natación                      | 50 m libre prono cauda equina masculino                            |
| Phil Ramsey | Natación                      | 50 m libre supino completo clase 5 masculino                       |
| Phil Ramsey | Natación                      | 50 m braza completa clase 5 masculino                              |
| H. Burkett | Natación                      | 50 m libre prono incompleta clase 3 masculino                      |
| George Conn | Natación                      | 50 m libre prono completa clase 4 masculino                        |
| E. Schoep | Natación                      | 50 m libre supino completo clase 3 masculino                       |
| Tim Harris Edward Owen Phil Ramsey | Natación                      | Estilos clase abierta mixto                                        |
| S. Floresco | Tenis de mesa                 | Individual A1 masculino                                            |
| B. Rosenzweig | Tiro con arco                 | Ronda Columbia clase abierta femenino                              |
| Dean Slaugh | Tiro con arco                 | Ronda Albion clase abierta masculino                               |
| Dean Slaugh | Tiro con arco                 | Ronda FITA clase abierta masculino                                 |
| D. Kotter | Tiro con arco                 | Ronda Columbia clase abierta masculino                             |
| Jim Mathis Dean Slaugh Jack Whitman | Tiro con arco                 | Ronda Albion por equipos clase abierta masculino                   |
| R. Robinson Dean Slaugh Jack Whitman | Tiro con arco                 | Ronda FITA por equipos clase abierta masculino                     |
| Bob Hawkes D. Kotter G. Pasipanki | Tiro con arco                 | Ronda Columbia por equipos clase abierta masculino                 |
| Plata |                               |                                                                    |
| J. Waterman | Atletismo                     | Disco C femenino                                                   |
| J. Waterman | Atletismo                     | Peso C femenino                                                    |
| Patterson | Atletismo                     | Maza D femenino                                                    |
| Patterson | Atletismo                     | Peso D femenino                                                    |
| L. Patterson | Atletismo                     | Carrera de velocidad baja en silla de ruedas T10 femenino          |
| C. Welgar | Atletismo                     | Jabalina D femenino                                                |
| J. Waterman | Atletismo                     | Maza C femenino                                                    |
| Tim Harris | Atletismo                     | Carrera de velocidad baja en silla de ruedas T10 masculino         |
| Tim Harris | Atletismo                     | Peso D masculino                                                   |
| Tim Harris | Atletismo                     | Pentatlón clase especial masculino                                 |
| Don Kennedy | Atletismo                     | Carrera de velocidad alta en silla de ruedas T10 masculino         |
| Don Kennedy | Atletismo                     | Disco B masculino                                                  |
| William Fairbanks | Atletismo                     | Jabalina C masculino                                               |
| William Fairbanks | Atletismo                     | Peso C masculino                                                   |
| C. Sandglass | Atletismo                     | Disco A masculino                                                  |
| Dick Maduro | Atletismo                     | Disco C masculino                                                  |
| Tim Harris | Atletismo                     | Disco D masculino                                                  |
| Frank Vecera | Atletismo                     | Pentatlón 1 masculino                                              |
| Jim Mathis G. Pasipanki | Dartchery                     | Dobles clase abierta mixto                                         |
| J. Waterman | Esgrima en silla de ruedas    | Florete individual femenino                                        |
| C. Welgar | Natación                      | 50 m braza cauda equina femenino                                   |
| C. Welgar | Natación                      | 50 m libre supino cauda equina femenino                            |
| E. Cox | Natación                      | 50 m libre prono incompleto clase 3 femenino                       |
| E. Cox | Natación                      | 50 m libre supino incompleto clase 3 femenino                      |
| J. Little | Natación                      | 25 m braza completa clase 1 femenino                               |
| Rosalie Hixson | Natación                      | 50 m braza incompleta clase 4 femenino                             |
| S. Simmons | Natación                      | 25 m libre supino incompleto clase 2 femenino                      |
| H. Chafee | Natación                      | 50 m libre supino incompleto clase 4 femenino                      |
| H. Burkett | Natación                      | 50 m braza incompleta clase 3 masculino                            |
| H. Burkett | Natación                      | 50 m libre supino incompleto clase 3 masculino                     |
| Vincent Falardeau | Natación                      | 25 m libre prono completo clase 1 masculino                        |
| Vincent Falardeau | Natación                      | 25 m libre supino completo clase 1 masculino                       |
| Samuel Goldstein | Natación                      | 25 m libre prono incompleto clase 1 masculino                      |
| Samuel Goldstein | Natación                      | 25 m libre supino incompleto clase 1 masculino                     |
| S. Floresco | Natación                      | 25 m braza completa clase 1 masculino                              |
| Bill Johnson | Natación                      | 50 m braza completa clase 3 masculino                              |
| George Conn | Natación                      | 50 m libre supino completo clase 4 masculino                       |
| Tim Harris | Natación                      | 50 m libre supino incompleto clase 4 masculino                     |
| Frank Vecera | Snooker                       | Paraplejia clase abierta masculino                                 |
| Vincent Falardeau S. Floresco | Tenis de mesa                 | Dobles A1 masculino                                                |
| Samuel Goldstein Mastbergen | Tenis de mesa                 | Dobles A2 masculino                                                |
| Bronce |                               |                                                                    |
| C. Giesse | Atletismo                     | Disco A femenino                                                   |
| C. Giesse | Atletismo                     | Jabalina A femenino                                                |
| C. Welgar | Atletismo                     | Carrera de velocidad baja en silla de ruedas T10 femenino          |
| Frank Vecera | Atletismo                     | Disco A masculino                                                  |
| Frank Vecera | Atletismo                     | Jabalina A masculino                                               |
| Frank Vecera | Atletismo                     | Maza A masculino                                                   |
| Don Kennedy | Atletismo                     | Peso B masculino                                                   |
| Don Kennedy | Atletismo                     | Jabalina B masculino                                               |
| R. Miller | Atletismo                     | Carrera de velocidad baja en silla de ruedas T10 masculino         |
| Tim Harris | Atletismo                     | Jabalina D masculino                                               |
| Tim Harris | Atletismo                     | Maza D masculino                                                   |
| Dick Maduro | Atletismo                     | Peso C masculino                                                   |
| E. Cox C. Giesse J. Waterman | Esgrima en silla de ruedas    | Florete por equipos femenino                                       |
| Don Kennedy | Halterofilia                  | Peso ligero masculino                                              |
| J. Howe | Natación                      | 50 m braza incompleta clase 3 femenino                             |
| J. Howe | Natación                      | 50 m libre prono incompleto clase 3 femenino                       |
| J. Howe | Natación                      | 50 m libre supino incompleto clase 3 femenino                      |
| H. Chafee | Natación                      | 50 m libre prono incompleto clase 4 femenino                       |
| C. Welgar | Natación                      | 50 m libre prono completo clase 5 femenino                         |
| S. Floresco | Natación                      | 25 m libre prono completo clase 1 masculino                        |
| S. Floresco | Natación                      | 25 m libre supino completo clase 1 masculino                       |
| Vincent Falardeau | Natación                      | 25 m braza completa clase 1 masculino                              |
| Samuel Goldstein | Natación                      | 25 m braza incompleta clase 1 masculino                            |
| E. Schoep | Natación                      | 50 m braza completa clase 3 masculino                              |
| George Conn | Natación                      | 50 m braza completa clase 4 masculino                              |
| Tim Harris | Natación                      | 50 m braza incompleta clase 4 masculino                            |
| Bill Johnson | Natación                      | 50 m libre supino completo clase 3 masculino                       |
| Edward Owen | Natación                      | 50 m libre prono incompleto clase 4 masculino                      |
| Vincent Falardeau | Tenis de mesa                 | Individual A1 masculino                                            |
| E. Little E. Mulry | Tenis de mesa                 | Dobles A2 masculino                                                |
| I. Preslipski | Tiro con arco                 | Ronda St. Nicholas clase abierta femenino                          |
| G. Pasipanki | Tiro con arco                 | Ronda Columbia clase abierta masculino                             |